# Mertensophryne anotis
Mertensophryne anotis es una especie de anfibios de la familia Bufonidae.
Se encuentra en Mozambique y Zimbabue.
Su hábitat natural incluye bosques secos tropicales o subtropicales y montanos secos.
Está amenazada de extinción.